# Clueso

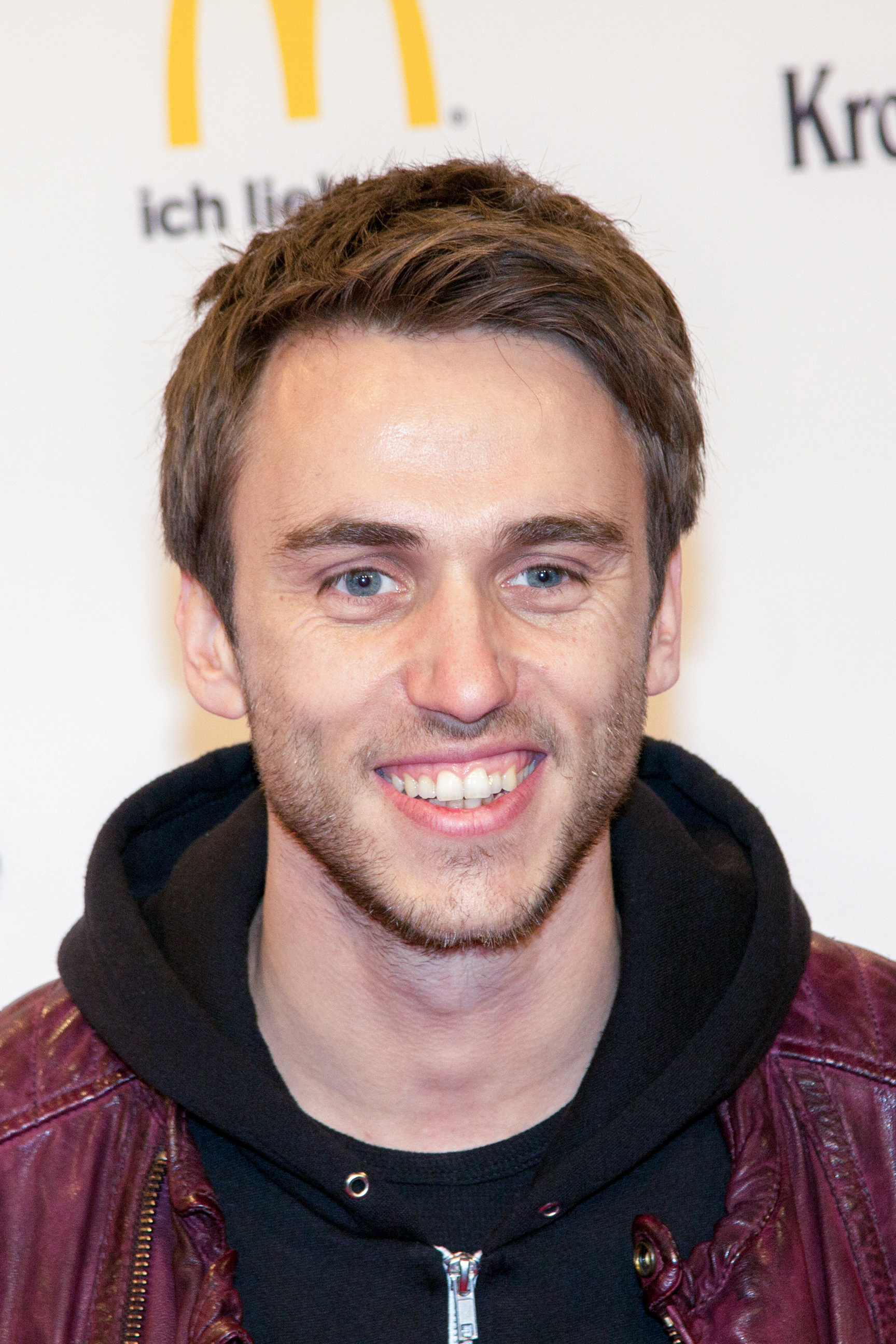
Clueso (2014)

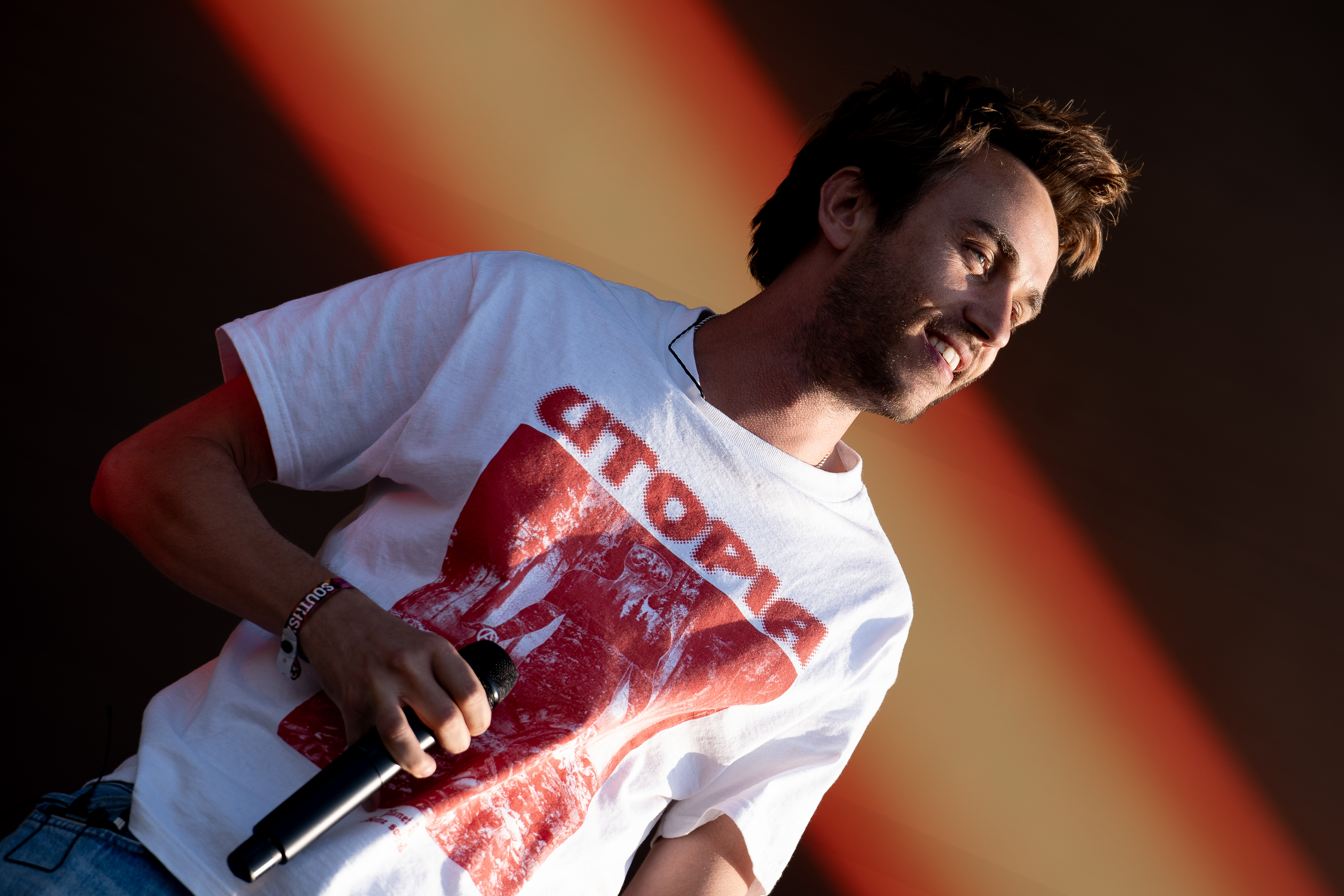
Clueso auf dem Southside 2023

Clueso [klyˈzo] (anhörenⓘ) (* 9. April 1980 als Thomas Hübner in Erfurt) ist ein deutscher Sänger, Rapper, Songwriter und Produzent.

## Leben

### Anfänge und erstes AlbumText und Ton
Hübner wuchs in Ichtershausen südlich von Erfurt auf. Seine Schulzeit beschreibt er als sehr schwierig; er beendete seine schulische Laufbahn mit dem Hauptschulabschluss und nahm anschließend eine Ausbildung zum Friseur auf, die er jedoch nicht abschloss.
Clueso – der Name ist der Figur des Inspektor Clouseau aus Blake Edwards’ Film Der rosarote Panther entlehnt – macht seit 1995 Musik, zunächst mit dem EFP 96 (Erfurt Projekt 1996), aus denen dann später die Wostok MCs wurden. Zu diesen gehörten neben Clueso auch DJ Malik und Steer M, die auch heute noch oft mit ihm auftreten. Durch zahlreiche Jams im Jenaer Kassablanca und in anderen Städten Deutschlands konnte er seine Fähigkeiten als Rapper und Entertainer trainieren.
Nach Abbruch seiner Friseurlehre 1998 lernte er seinen späteren Manager Andreas Welskop kennen. Die erste selbst hergestellte Vinyl-Veröffentlichung Clüsolo (damals noch als Clüso) erschien nicht im Handel, sondern diente lediglich Promozwecken. 1999 ging er mit Welskop nach Köln in die 10vor10-Studios, ein Jahr später bekam er einen Plattenvertrag bei Four Music. Bei diesem Label erschien 2001 sein Debütalbum Text und Ton. Mit seiner Live-Band Curfew spielte er u. a. beim MTV HipHop Open in Stuttgart und beim Beats for Life in Köln. Insgesamt absolvierte Clueso mehr als 100 Konzerte mit Band und DJ-Set.

### 2002–2005: Zweites AlbumGute Musikund musikalischer Durchbruch
2002 zog Clueso zurück nach Erfurt und nahm im neu gegründeten Zughafen, angesiedelt in einem Gebäude des alten Erfurter Güterbahnhofs, als Frontmann des Rowdy Clubs (mittlerweile Rhythm Club) das Rowdy-Club-Tape 2002 auf. Ein weiteres Jahr später begann die Produktion des zweiten Albums Gute Musik, das er 2004 fertigstellte. Daran beteiligt waren unter anderem Blumentopf, Marcel Aue, Steer M, Tilmann Jarmer, Delhia, Tim Neuhaus und der Erfurter Blues-Gitarrist Jürgen Kerth. Im Gegensatz zum sehr Rap-lastigen Vorgänger enthält es deutlich mehr Gesangsnummern, auf englische Gastbeiträge wurde verzichtet. Dabei werden neben den typischen Hip-Hop-Themen unter anderem auch die angenehmen und unangenehmen Folgen des Cannabiskonsums thematisiert (z. B. Vergessen ist so leicht). Wie schon das Vorgänger-Album enthält auch Gute Musik Skits.
Unter dem Umzug nach Erfurt litt die Zusammenarbeit mit seiner Band Curfew, weshalb er mehrere Thüringer Musiker um sich sammelte (hauptsächlich der Weimarer Band StoryPlay), mit denen er als Clueso und Band auftrat. Im Januar 2005 erschien die Single Kein Bock zu geh’n. Das Video dazu entstand in Eigenproduktion unter Regie seines Freundes Thomas Wolf / Steer M. Mit diesem Lied vertrat er im Februar 2005 Thüringen beim Bundesvision Song Contest, wo er den siebten Platz erreichte.

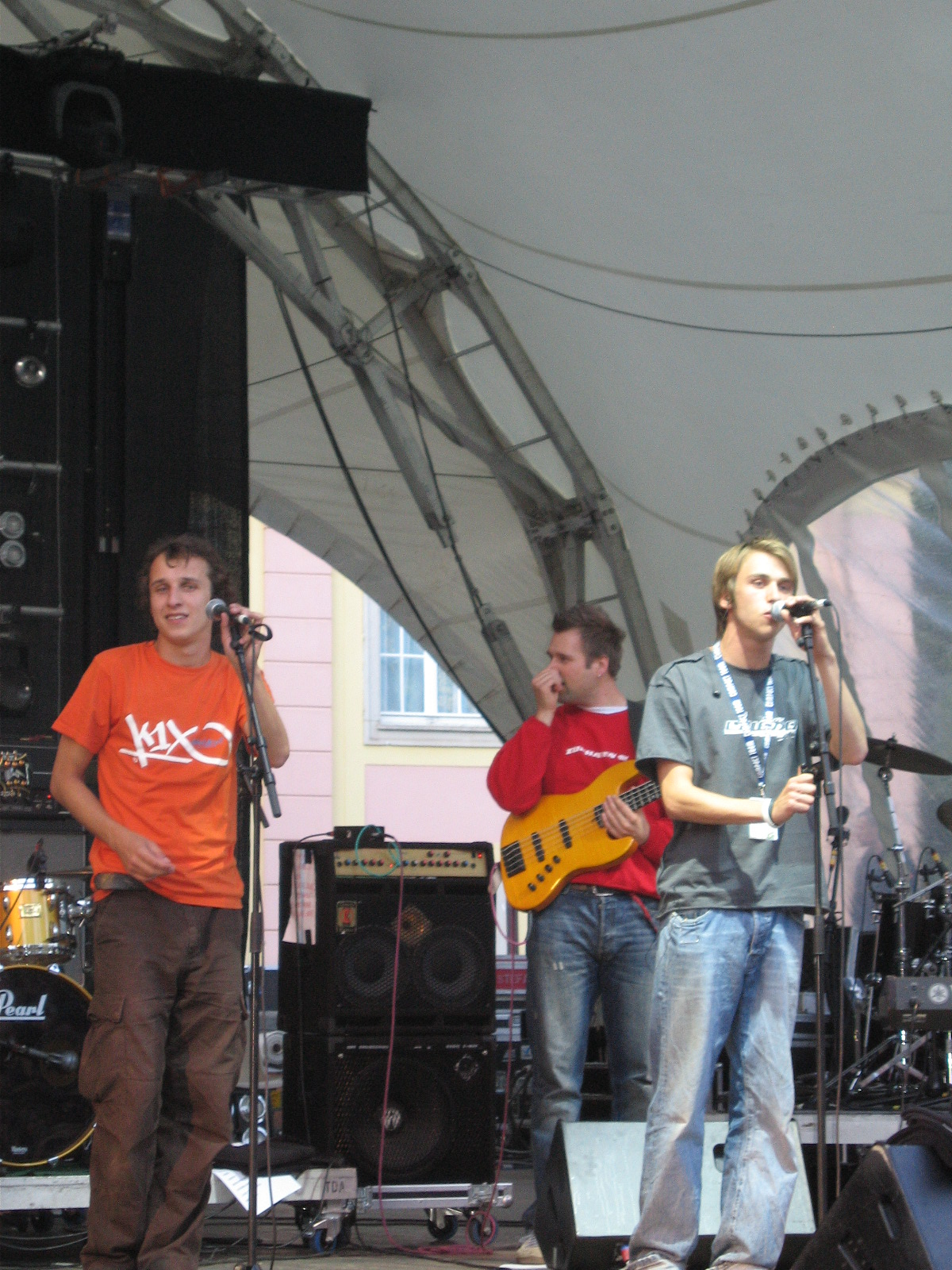
Clueso und Bates mit Daniel Bätge am Bass, 2005

Im Oktober 2005 ging Clueso für das Goethe-Institut als Botschafter für ein junges lebendiges Deutschland zusammen mit seiner Band auf Konzert-Workshoptour durch Italien. Seine Musik dient hierbei als Mittel, die Lyrik der deutschen Sprache ins Ausland zu tragen. Insgesamt absolvierte er mit Band ca. 30 Konzerte und Workshops für das Goethe-Institut in Italien, Australien, Neuseeland sowie China. Clueso selbst hat fast 200 Konzerte und Workshops für das Goethe-Institut in Asien, Europa, Australien und Nordamerika gegeben, meist mit seinem Wegbegleiter Norman Sinn.

### 2006–2007: Drittes AlbumWeit weg

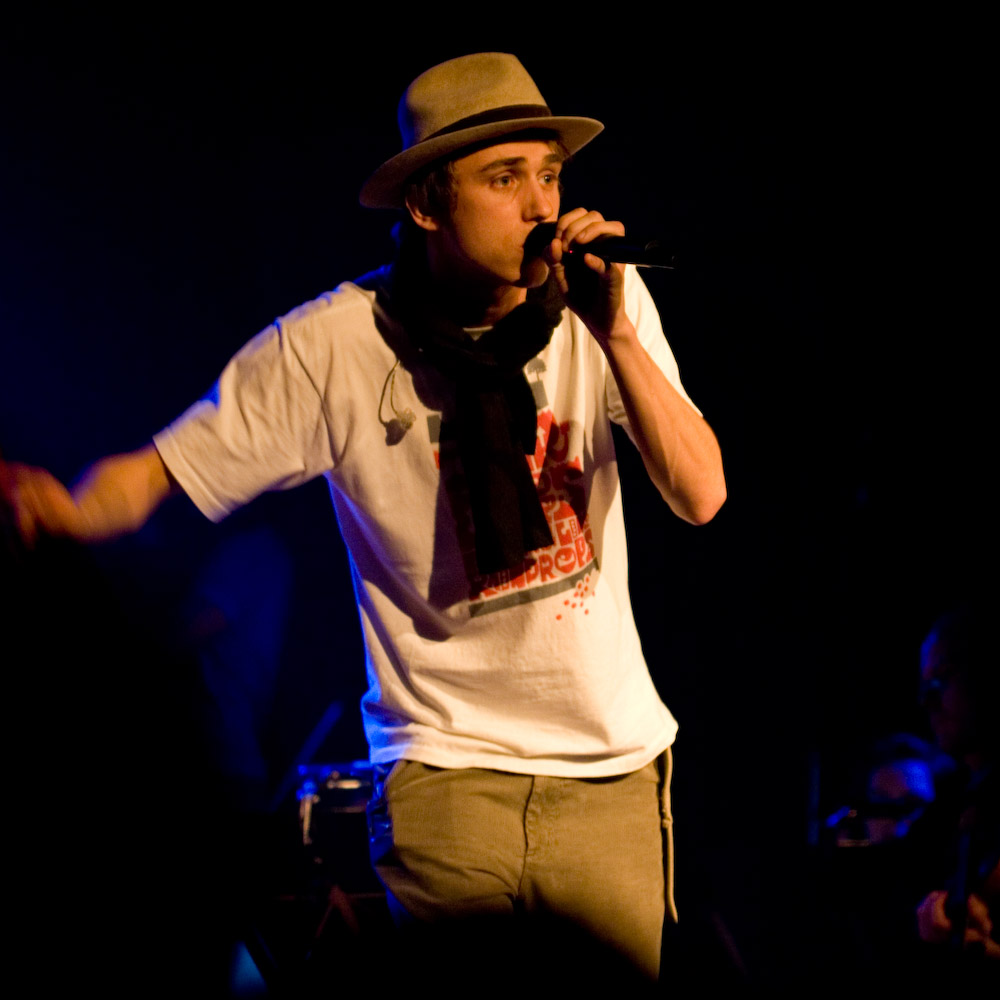
Clueso, 2007

Im Mai 2006 erschien sein drittes Album Weit weg, auf dem auch die Single Chicago, die vom Drogenkonsum Jugendlicher und junger Erwachsener handelt, enthalten ist. Im Februar 2007 fand in Berlin im Fritz-Club im ehemaligen Postbahnhof ein Konzert statt, bei dem Clueso gemeinsam mit seiner Band und der STÜBAphilharmonie seine Lieder in einem Arrangement für mehr als 70 Instrumente aufführte. Zwischen seinen eigenen Stücken spielte das Orchester Auszüge aus der sinfonischen Suite Metropolis von Steffen Heinze. Die Zusammenarbeit mit der STÜBAphilharmonie wurde Ende 2007 fortgeführt. Clueso war Vorband bei den Konzerten von Herbert Grönemeyer auf dessen 12-Tour im Mai/Juni 2007. Er erhielt 2007 von 1live eine Nominierung in der Kategorie Bester Live-Act des Radiozuhörerpreises 1 Live Krone. Im September 2007 erschien die Single Lala, ein Lied, das eigens für den Soundtrack zum Film Leroy aufgenommen wurde.

### 2008–2009: Viertes AlbumSo sehr dabeiund Livealbum mit der STÜBAphilharmonie
Im Februar 2008 vertrat Clueso ein weiteres Mal Thüringen mit dem Lied Keinen Zentimeter bei dem von Stefan Raab veranstalteten Bundesvision Song Contest 2008 und belegte dort den zweiten Platz. In den deutschen Charts erreichte das Lied den 15. Platz und brachte Clueso damit seine erste Top-20-Platzierung ein. 
Im Mai 2008 wurden sein viertes Album So sehr dabei und seine zweite Single Mitnehm’ veröffentlicht. Im Oktober 2008 folgte die dritte Single Niemand an dich denkt aus demselben Album. Im Dezember 2008 wurde Clueso mit der 1 Live Krone als bester Künstler ausgezeichnet. Im April 2009 erschien Gewinner, die vierte Single seines Studioalbums So sehr dabei; sie erreichte Gold-Status. Ebenfalls im April 2009 erschien So sehr dabei LIVE als Live-CD/DVD, auf der auch Videos bzw. Auftritte mit Liedern seiner früheren Alben zu sehen sind.
2009 fand die Zusammenarbeit mit der Stübaphilharmonie ihren Höhepunkt in dem Doppelalbum Clueso und Stübaphilharmonie, veröffentlicht im Juli 2010. Aufwändig war die Konzerttournee des Orchesters mit Clueso im Jahr 2009. Sie führte das Ensemble von insgesamt 90 Musikern, 30-köpfiger Crew und Technik durch Deutschland – Ludwigsburg, Kassel, Essen, Düsseldorf (Tonhalle), Bochum (EinsliveKrone) und Hamburg (NDR Liebermann Studio). Diese Tournee war nicht nur komplett eigenfinanziert aus Ticketeinnahmen, sondern auf ihr entstand auch das oben genannte Livealbum. Clueso eröffnete mit dem Orchester die Verleihung der 1 Live Krone am 3. Dezember 2009. Die Performance wurde komplett live gespielt. Wie bereits im Vorjahr erhielt Clueso die 1Live Krone als bester Künstler, außerdem bekam er für den Song Gewinner die Auszeichnung Beste Single.

### 2010–2012: Fünftes AlbumAn und für sichund Zusammenarbeit mit Udo Lindenberg und Wolfgang Niedecken
Im Sommer 2010 reiste Clueso nach Spanien, um dort sein neues Studioalbum aufzunehmen, welches im Frühjahr 2011 erschien. Im Oktober 2010 trat er wieder beim Bundesvision Song Contest auf, diesmal als Gastmusiker für den Thüringer Beitrag von Norman Sinn & Ryo, die den sechsten Platz belegten. Anfang Dezember 2010 veröffentlichte Clueso sein erstes Buch Clueso. Von und über. Die Erstauflage war auf 10.000 Stück limitiert, handsigniert und nummeriert. Das Buch enthält neben vielen Fotos auch Liedtexte, Anekdoten und Geschichten von und über den Künstler. Eine zweite unsignierte Auflage ist mittlerweile im Handel erhältlich. Das fünfte Studioalbum An und für sich, das auch die Single Zu schnell vorbei enthält, erschien im März 2011.
Im September 2011 erschien eine Coverversion von Udo Lindenbergs Cello, die im Juni gemeinsam mit dem Originalinterpreten im Rahmen eines MTV-Unplugged-Konzerts gesungen wurde. Im November 2011 sangen Clueso und Lindenberg das Lied in der ZDF-Sendung Wetten, dass..? Seit 2011 setzt sich Clueso für das Lesen- und Schreibenlernen im Rahmen der Kampagne iChance ein, die vom Bundesverband Alphabetisierung und Grundbildung durchgeführt wird.
2011 wurde Clueso u. a. für den MTV Europe Music Award – Best German Act nominiert. Im selben Jahr erhielt er erneut die 1 Live Krone als bester Künstler. Mit dem Sänger Wolfgang Niedecken und seiner Band BAP veröffentlichte Clueso die Single All die Augenblicke, die zum Download bereitgestellt wurde. Die Einnahmen der Downloads gingen zu 100 Prozent an Niedeckens Afrika-Projekte. Der Song wurde beim Echo 2012 erstmals präsentiert. Außerdem hielt Clueso bei dieser Preisverleihung eine Laudatio und sang u. a. mit Thomas D, Ina Müller und Barbara Schöneberger als Epilog des Abends Verdammt lang her.

### 2012–2014: Eigenes Label und sechstes AlbumStadtrandlichter
2012 gründete er das nach seinem ersten Album benannte Label Text und Ton. Die erste Veröffentlichung darüber, sein sechstes Album, trägt den Titel Stadtrandlichter und erschien im September 2014. Für dieses organisierte er bereits alles mit Ausnahme des Konzert-Bookings selbst. Zur Produktion sagte er:

„Ich schreibe viele Songs und sortiere ein Album nach einer Art ‚Säule‘ von ‚beseelten‘ Werken. Es gibt halt Songs, wo man sofort weiß: Da muss ich nichts mehr machen. Die Musik war dein Freund an dem Tag. Die ‚Muse‘, ALLES war irgendwie perfekt. Nach diesen Songs richtet sich dann ein Album und es entsteht eine Art Mixtape. Die ziehen andere dann andere an; große Songs – wie eine Art Säule für ein Album – ziehen andere an. Die stehen dann zueinander und ‚kämpfen‘ miteinander, und manche fallen einfach weg. Deswegen fallen viele Songs weg.“

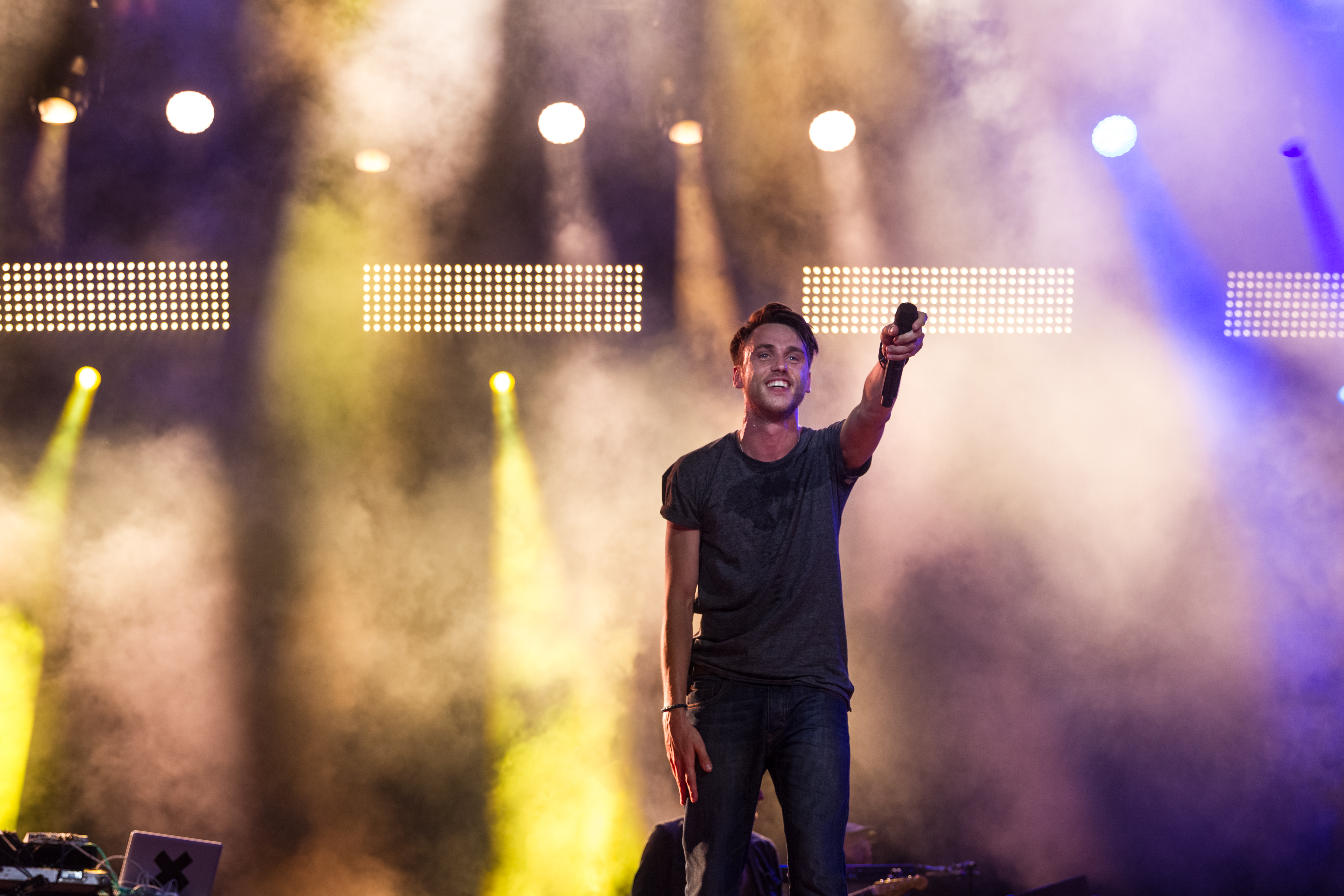
Clueso bei Rock am Ring 2015

Das Album Stadtrandlichter stieg als erstes Album des Künstlers direkt auf Platz eins der deutschen Album-Charts ein. Am 4. Dezember 2014 gewann Clueso erneut eine 1 Live Krone als bester Künstler. iTunes kürte das Album im Dezember 2014 zum iTunes-Album des Jahres 2014. Im Januar 2015 erreichte Stadtrandlichter Gold-Status.
Clueso wirkte in der deutschen Version des Charity-Songs Do They Know It’s Christmas? von Band Aid mit, der im November 2014 Weltpremiere feierte und die Spitze der deutschen Singlecharts erreichte.

### 2015–2018: Trennung von der Band, siebtes AlbumNeuanfangund Zusammenarbeit mit den Fantastischen Vier
Nach einem letzten gemeinsamen Auftritt bei den Neuen DeutschPoeten am 4. September 2015 gab Clueso die Trennung von seiner Band bekannt. Rückblickend begründete er diesen Schritt mit dem Druck, den er durch die jahrelange Abhängigkeit der Band von seiner Person verspüre und dem er sich nicht mehr gewachsen gefühlt habe.
Für sein siebtes Album und die zugehörige Tournee stellte Clueso eine neue Band zusammen, kündigte dabei jedoch regelmäßig wechselnde Besetzungen an. Im Oktober 2016 erschien das Album Neuanfang, mit dem er sich erneut an der Spitze der deutschen Albumcharts platzieren konnte. Am 1. Dezember 2016 wurde Clueso wiederum bei der 1 Live Krone geehrt, wo er zum nunmehr fünften Mal als „Bester Künstler“ ausgezeichnet wurde.
Im März 2018 veröffentlichten Die Fantastischen Vier und Clueso die gemeinsame Single Zusammen. Das Lied war offizieller Song des DFB wie auch der ARD zur Fußball-Weltmeisterschaft 2018 und erreichte in den deutschen Singlecharts den dritten Platz.

### 2018–2019: Achtes Album „Handgepäck I“
Am 24. August 2018 erschien Cluesos achtes Studioalbum Handgepäck I, mit dem er zum dritten Mal die Chartspitze in Deutschland erreichte. Es handelt sich um ein Akustik-Album, dessen 18 Songs Clueso über sieben Jahre hinweg auf Reisen gesammelt hat.

### Seit 2020: Neuntes Studioalbum „Album“
Am 14. Februar 2020 erschien Cluesos Single Sag mir was du willst. Im April 2020 kam mit Tanzen eine weitere Singleauskopplung heraus. Am 31. Juli 2020 erschien mit Andere Welt eine Kollaboration mit den Rappern Capital Bra und KC Rebell. In dem auf Ibiza gedrehten Video zur Single Flugmodus spielte Tedros Teclebrhan mit.
Am 17. November 2020 spielte Clueso mit seiner Band ein im Internet übertragenes Konzert im Central Club in Erfurt ein. Dort spielte er u. a. Chicago, Sag mir was du willst und Achterbahn. Das Konzert wurde von O2 gesponsert und stand unter dem Thema Priority Concerts. Zwischen Oktober 2020 und April 2021 erschienen mit Aber ohne dich (30. Oktober 2020), Du warst immer dabei (11. Dezember 2020) und Leider Berlin (30. April 2021) drei Singles, die allesamt die Charts verfehlten, sich jedoch in Deutschland in den Single-Trend-Charts platzierten.
Am 1. Juli 2021 erschien mit Willkommen zurück eine Kollaboration mit Andreas Bourani. Die Single erreichte Rang 91 der deutschen Singlecharts.
Cluesos neuntes Album erschien schließlich am 1. Oktober 2021 und trägt den Titel Album. Die Idee zu dem Albumtitel hatte Benjamin von Stuckrad-Barre. Es beinhaltet alle seit Februar 2020 veröffentlichten Singles.

Clueso und Band bei den Fritz DeutschPoeten am 1. September 2018
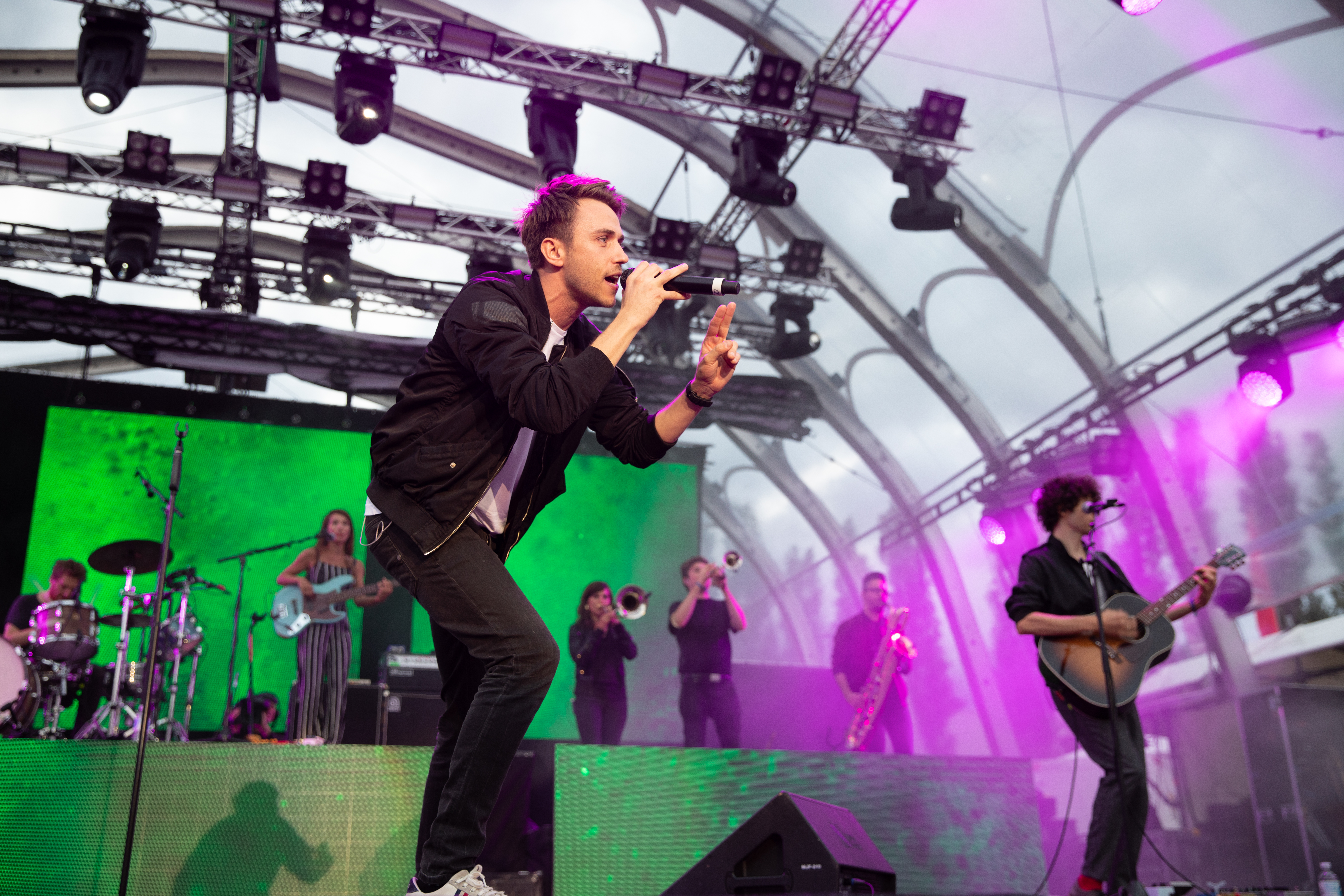
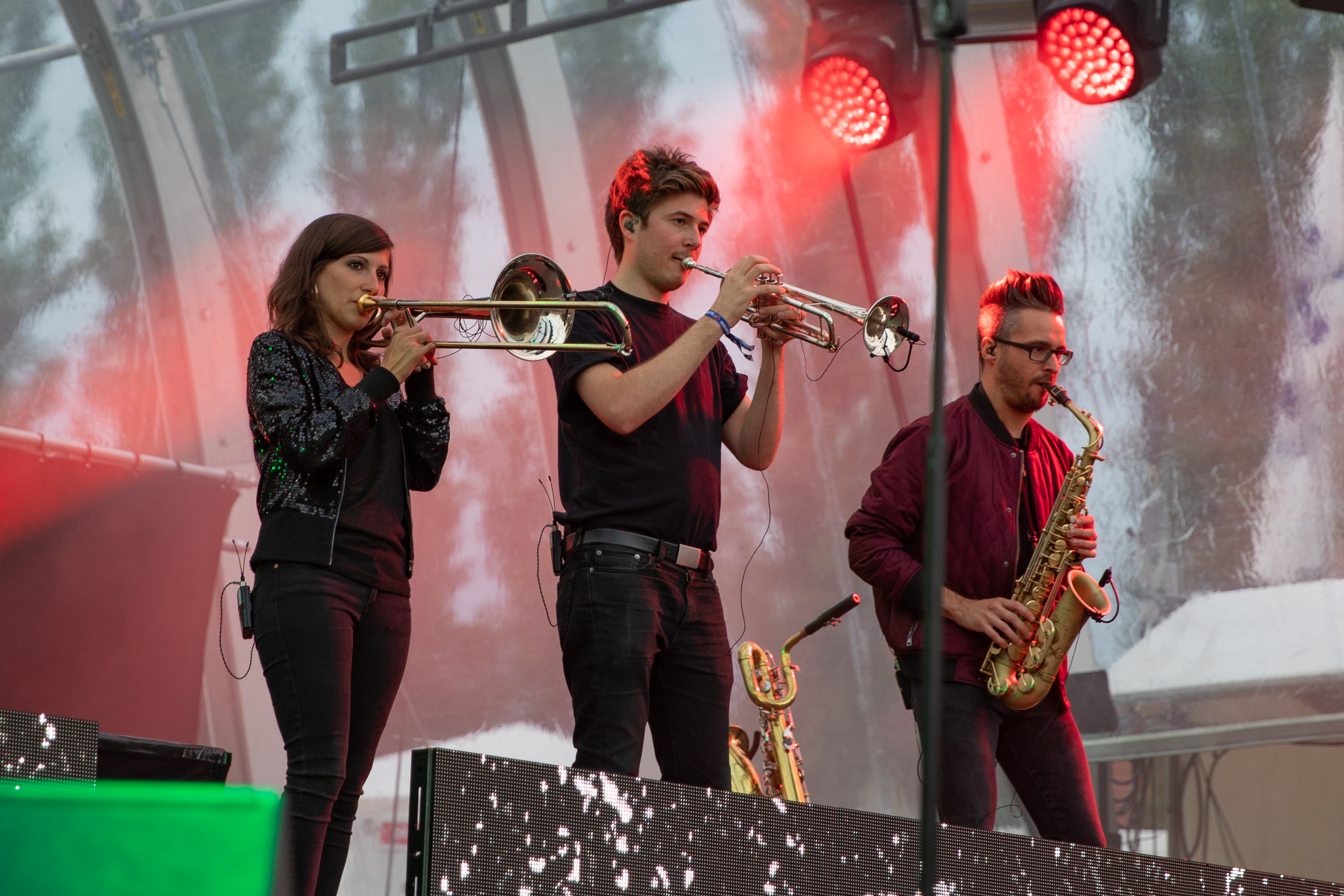
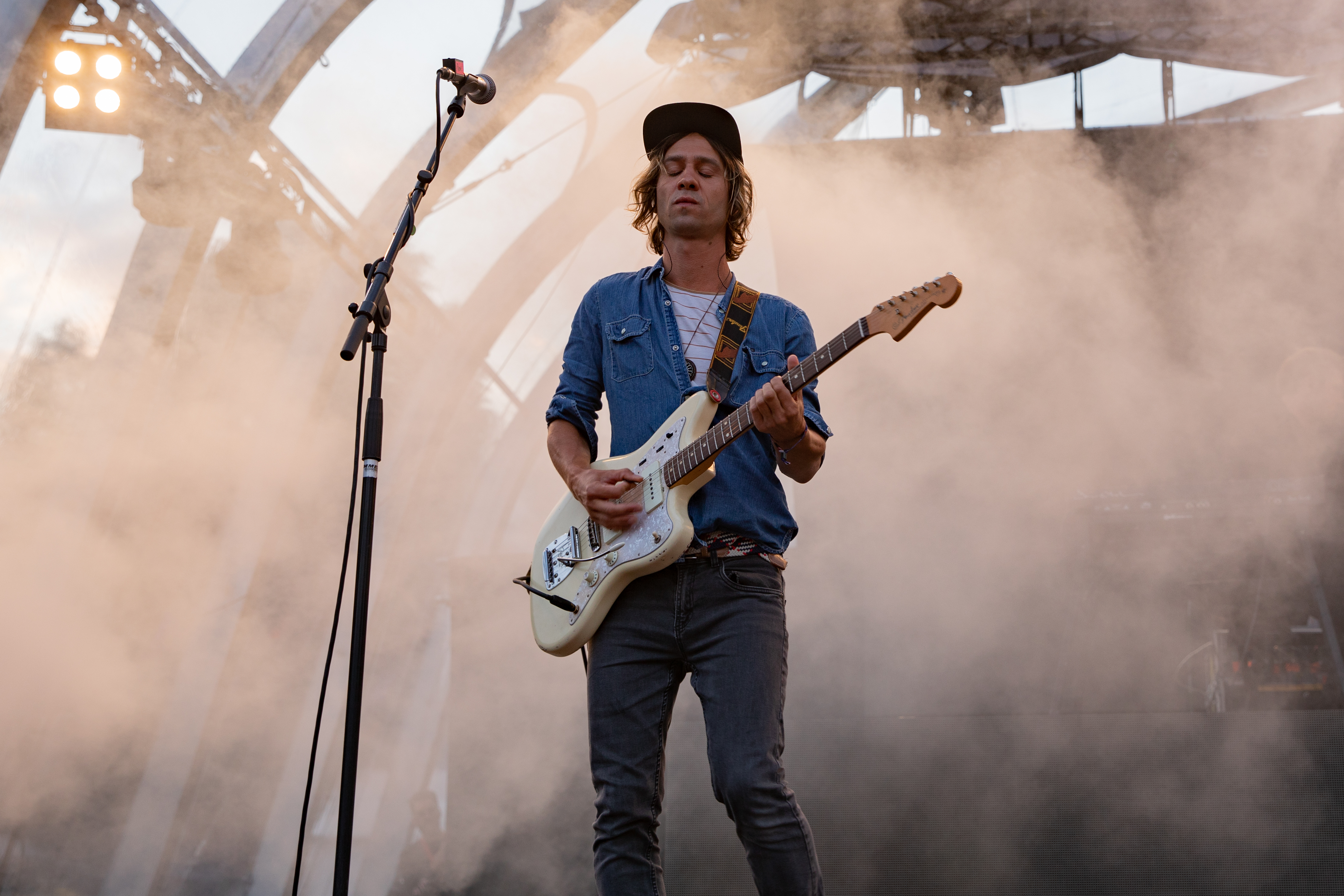
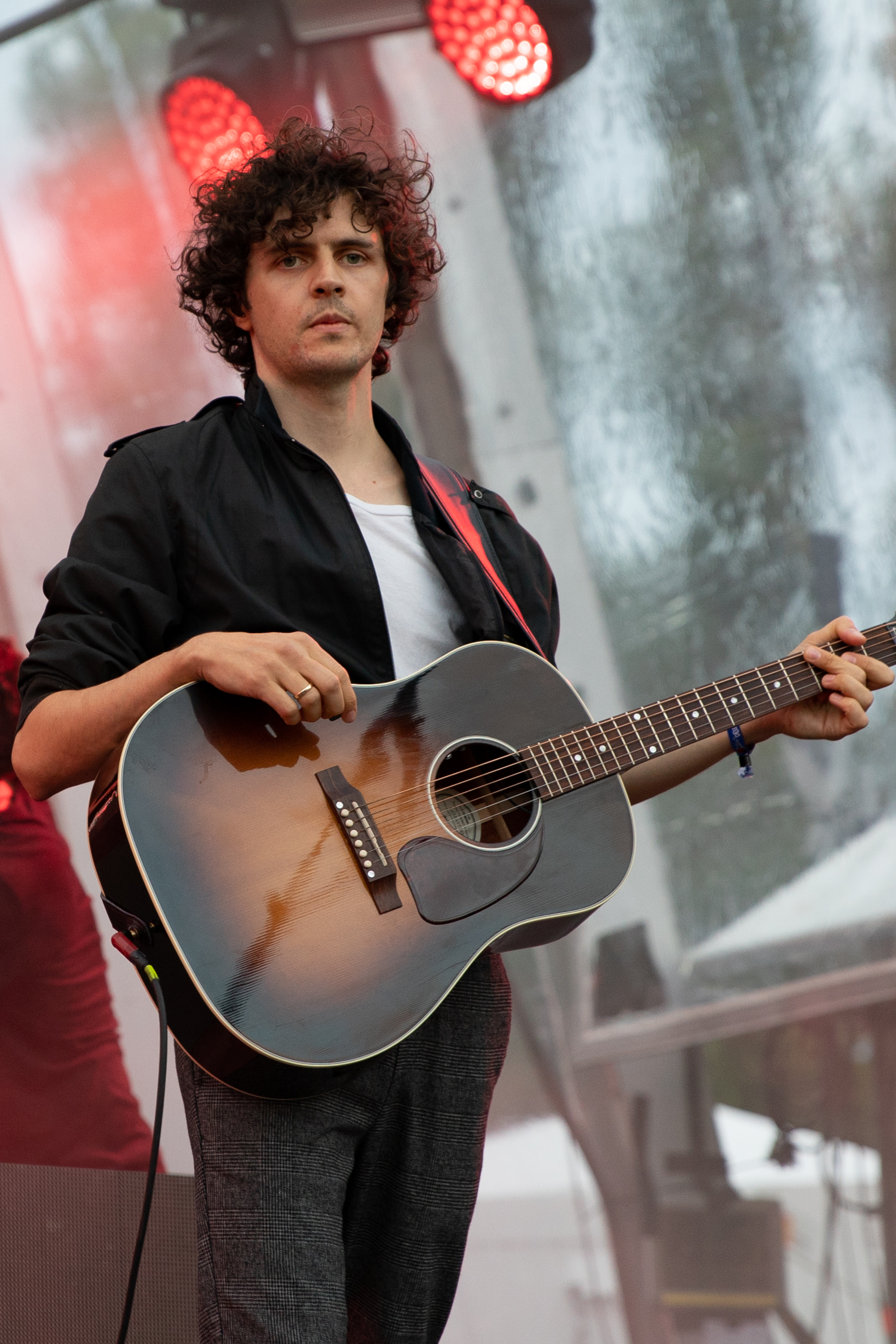
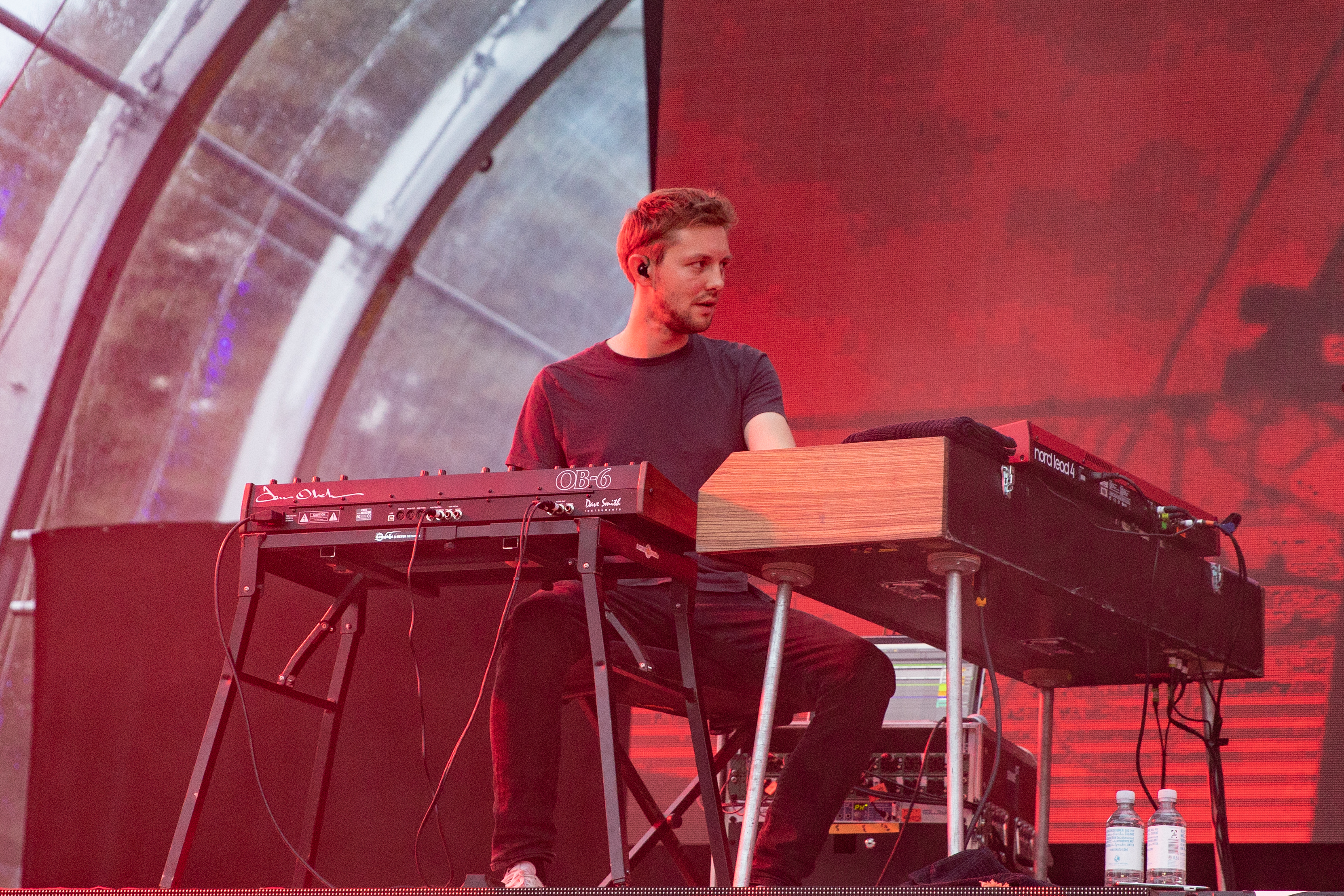

## Diskografie
Studioalben

| Jahr | Titel Musiklabel                            | Höchstplatzierung, Gesamtwochen, AuszeichnungChartplatzierungen (Jahr, Titel, Musiklabel, Platzierungen, Wochen, Auszeichnungen, Anmerkungen) | Höchstplatzierung, Gesamtwochen, AuszeichnungChartplatzierungen (Jahr, Titel, Musiklabel, Platzierungen, Wochen, Auszeichnungen, Anmerkungen) | Höchstplatzierung, Gesamtwochen, AuszeichnungChartplatzierungen (Jahr, Titel, Musiklabel, Platzierungen, Wochen, Auszeichnungen, Anmerkungen) | Anmerkungen                                                  |
| Jahr | Titel Musiklabel                            | DE | AT | CH | Anmerkungen                                                  |
| ---- | ------------------------------------------- | --- | --- | --- | ------------------------------------------------------------ |
| 2001 | Text und Ton Four Music (Sony)              | — | — | — | Erstveröffentlichung: 30. April 2001                         |
| 2004 | Gute Musik Four Music (Sony)                | DE53 Gold · (3 Wo.)DE | — | — | Erstveröffentlichung: 18. Juni 2004 Verkäufe: + 100.000      |
| 2006 | Weit weg Four Music (Sony BMG)              | DE12 Gold · (13 Wo.)DE | — | CH62 (5 Wo.)CH | Erstveröffentlichung: 19. Mai 2006 Verkäufe: + 100.000       |
| 2008 | So sehr dabei Four Music (Sony BMG)         | DE3 ×3Dreifachgold · (53 Wo.)DE | AT40 (1 Wo.)AT | CH26 (2 Wo.)CH | Erstveröffentlichung: 30. Mai 2008 Verkäufe: + 300.000       |
| 2011 | An und für sich Columbia Records (Sony)     | DE2 Platin · (42 Wo.)DE | AT20 (4 Wo.)AT | CH24 (2 Wo.)CH | Erstveröffentlichung: 25. März 2011 Verkäufe: + 200.000      |
| 2014 | Stadtrandlichter Text und Ton Records (UMG) | DE1 Gold · (22 Wo.)DE | AT12 (3 Wo.)AT | CH6 (4 Wo.)CH | Erstveröffentlichung: 19. September 2014 Verkäufe: + 100.000 |
| 2016 | Neuanfang Vertigo Records (UMG)             | DE1 Gold · (46 Wo.)DE | AT14 (2 Wo.)AT | CH15 (3 Wo.)CH | Erstveröffentlichung: 14. Oktober 2016 Verkäufe: + 100.000   |
| 2018 | Handgepäck I Vertigo Records (UMG)          | DE1 (9 Wo.)DE | AT17 (1 Wo.)AT | CH12 (4 Wo.)CH | Erstveröffentlichung: 24. August 2018                        |
| 2021 | Album Epic Records (Sony)                   | DE2 (11 Wo.)DE | AT12 (2 Wo.)AT | CH13 (1 Wo.)CH | Erstveröffentlichung: 1. Oktober 2021                        |

## Auszeichnungen
- 1 Live Krone
  - 2008: für Bester Künstler
  - 2009: für Bester Künstler

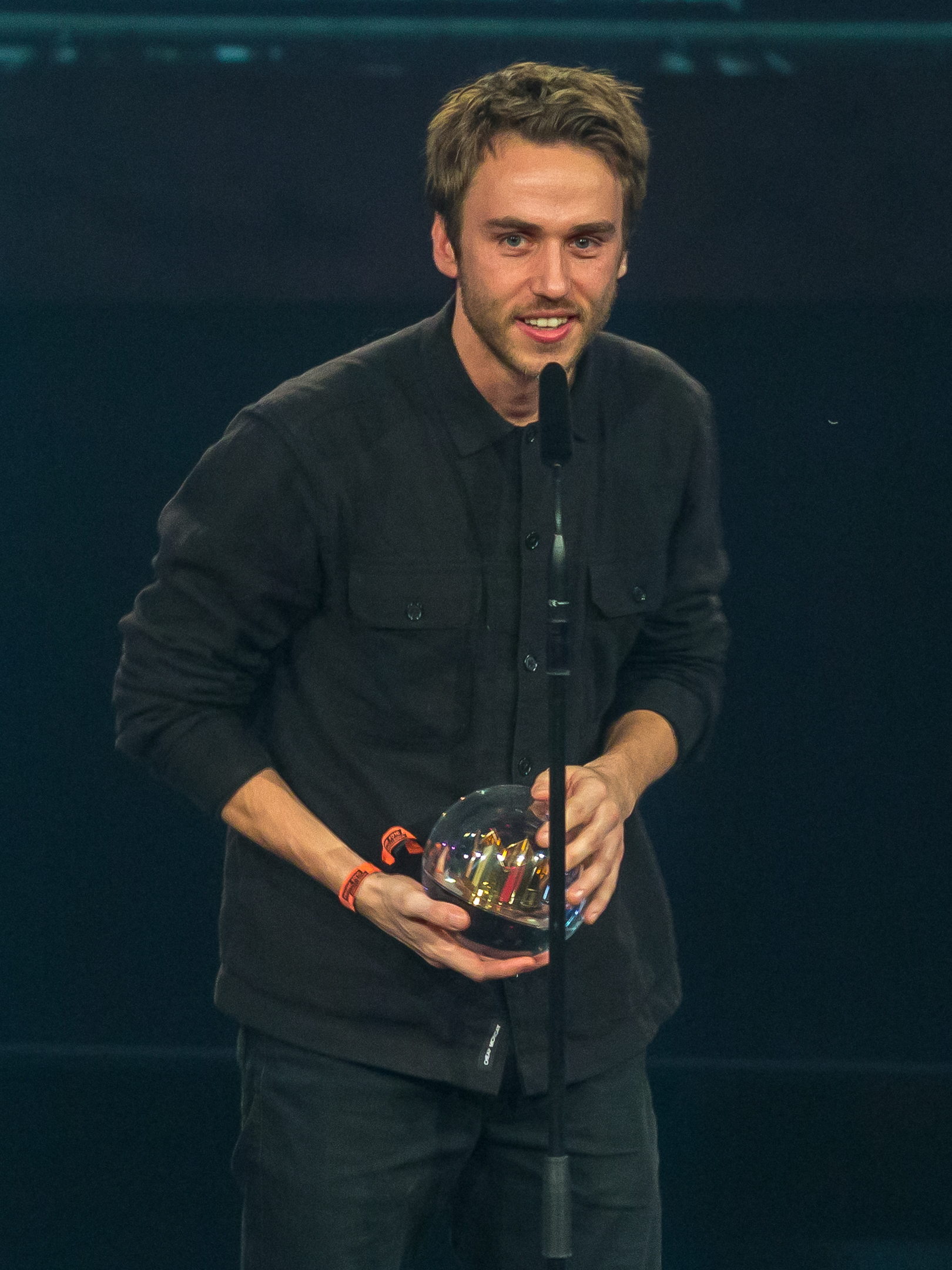
Clueso mit der 1 Live Krone 2016

  - 2009: für Beste Single (Gewinner)
  - 2011: für Bester Künstler
  - 2014: für Bester Künstler
  - 2016: für Bester Künstler
  - 2018: für Beste Single (mit Die Fantastischen Vier)
  - 2022: für Bester Künstler[24]
- Fred-Jay-Preis 2011
- Paul-Lincke-Ring der Stadt Goslar 2015[25]
- Radio Regenbogen Award für Künstler National 2016

## Sonstiges
Clueso war mehrfach zu Gast in der Show Circus HalliGalli und Joko & Klaas gegen ProSieben. Unter anderem beteiligte er sich mit anderen Rappern am Disstrack gegen Joko und Klaas in der vorletzten Sendung 2017.
Im Fernsehfilm Hetzjagd aus der Krimireihe Tatort vom 14. Februar 2021 hatte Clueso einen kurzen Gastauftritt und spielte sich selbst.
Clueso war Teilnehmer an der neunten Staffel der Sendung Sing meinen Song – Das Tauschkonzert, die seit dem 26. April 2022 ausgestrahlt wurde. Auch 2023 nahm Clueso an der mittlerweile 10. Staffel Sing meinen Song – Das Tauschkonzert teil.
2025 ist er Coach bei The Voice Kids.